# Округ Хопинс (Кентаки)
Округ Хопинс (енгл. Hopkins County) је округ у америчкој савезној држави Кентаки.

## Демографија
По попису из 2010. године број становника је 46.920, што је 401 (0,9%) становника више него 2000. године.
| Група             | 2000.          | 2010.          |
| Белци             | 42.568 (91,5%) | 41.940 (89,4%) |
| Афроамериканци    | 2.887 (6,2%)   | 3.086 (6,6%)   |
| Азијати           | 157 (0,3%)     | 259 (0,6%)     |
| Хиспаноамериканци | 423 (0,9%)     | 734 (1,6%)     |
| Укупно            | 46.519         | 46.920         |